# Dance, Dance, Dance (livro)
Brasil: Dance Dance Dance / Portugal: Dança, dança, dança ( ダンス・ダンス・ダンス, Dansu dansu dansu) é um romance de Haruki Murakami. Lançado no Japão em 1988 e no Brasil em 2005, pela editora Estação Liberdade, com tradução de Lica Hashimoto e Neide Hissae Nagae. Em 2015, a editora Alfaguara relançou o livro no Brasil. 